# Майк Зонневельд
Майк Зонневельд (нід. Mike Zonneveld, нар. 27 жовтня 1980, Лейден) — нідерландський футболіст, що грав на позиції захисника.
Виступав, зокрема, за клуби «Аякс» та ПСВ.
Чемпіон Нідерландів. Володар Суперкубка Нідерландів. 

## Ігрова кар'єра
Народився 27 жовтня 1980 року в місті Лейден. Вихованець футбольної школи клубу «Аякс». З 1997 року почав включатися до заявки  основної команди того ж клубу, проте в іграх чемпіонату за неї не дебютував. 
Протягом 1999—2000 років захищав кольори команди клубу «Гоу Егед Іглз», у складі якої й дебютував в іграх чемптонату Нідерландів.
Своєю грою за останню команду привернув увагу представників тренерського штабу клубу «Неймеген», до складу якого приєднався 2000 року. Відіграв за команду з Неймегена наступні чотири сезони своєї ігрової кар'єри. Більшість часу, проведеного у складі «Неймегена», був основним гравцем захисту команди.
2004 року уклав контракт з клубом «НАК Бреда», у складі якого провів наступні три роки своєї кар'єри гравця. 
З 2007 року два сезони захищав кольори команди клубу ПСВ.  За цей час виборов титул чемпіона Нідерландів, ставав володарем Суперкубка Нідерландів.
2009 року був відданий в оренду до «Гронінгена», а наступного року став гравцем кіпрського клубу АЕЛ.
Завершив професійну ігрову кар'єру у «НАК Бреда», у складі якого вже виступав раніше. Прийшов до команди 2011 року, захищав її кольори до припинення виступів на професійному рівні у 2013.

## Титули і досягнення
- Чемпіон Нідерландів (1):

ПСВ: 2007-2008
- Володар Суперкубка Нідерландів (1):

ПСВ: 2008